# Lorenzo Mascheroni
Lorenzo Mascheroni (13. května 1750 Bergamo – 14. července 1800 Paříž) byl italský básník a matematik. Narodil se v Bergamu, stal se knězem, ze zájmu se ovšem jako samouk věnoval matematice a vydal v ní celou řadu vědeckých prací, zejména o geometrii (Nuove ricerche sull' equilibrio delle volte, 1786, Adnotationes ad calculium integralem Euleri, 1792, Problemi per gli agrimensori, 1793, Geometria del Compasso, 1797). K jeho hlavním objevům patří Mohrův-Mascheroniho theorém, který dokazuje, že jakákoliv konstrukce pomocí kružítka a pravítka může být provedena i pouhým kružítkem. Vypočítal také Eulerovu konstantu, která bývá také někdy po něm nazývána Eulerova-Mascheroniho konstanta. Získal si tak uznání v oboru, v roce 1786 se stal profesorem geometrie na universitě v Pavii. Když byla zřízena Cisalpinská republika, stal se Mascheroni jedním z hlavních příznivců Napoleona (na něhož také napsal několik oslavných básní). V roce 1798 byl vyslán do Paříže, kde měl zasedat v komisi pro stanovení měrové soustavy, Cisalpinská republika ale mezitím byla obsazena Rakouskem a Mascheroni se proto nemohl vrátit. Po celý život se Mascheroni věnoval poezii, vynikl v ní elegantním jazykem a formou. Jeho básně, spadající do klasicismu, jsou většinou příležitostné, za nejvýznamnější z nich je pokládána óda L'invito di Dafni Orobiano a Lesbia Cidonia, v níž zčásti popisnou, zčásti meditativní formou formou chválí přírodovědné sbírky pavijské university.

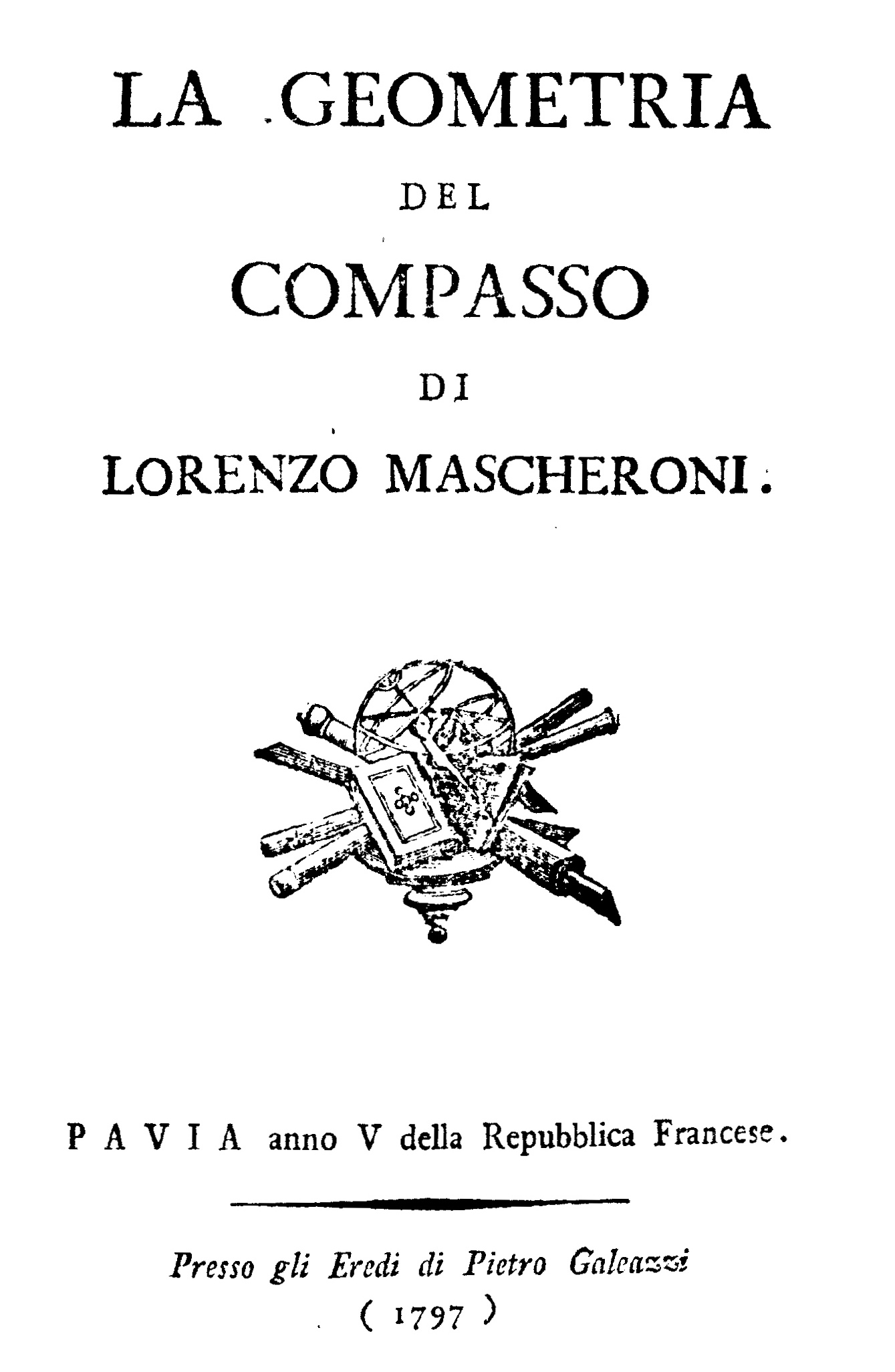
La geometria del compasso, 1797